# Dasyuridae
Họ Dasyuridae là một họ thú có túi có nguồn gốc từ Úc và New Guinea, gồm 75 loài còn sinh tồn được chia thành 21 chi. Nhiều loài có kích thước nhỏ, và bề ngoài nhìn giống chuột hoặc chuột chù, nên một vài loài được gọi là chuột có túi hoặc chuột chù có túi, nhưng nhóm này cũng gồm những loài mèo túi có kích thước như loài mèo, cũng như quỷ Tasmania. Chúng được tìm thấy trong một loạt các môi trường sống, bao gồm đồng cỏ, dưới lòng đất, rừng và núi, và một số loài sống trên cây hoặc bán thủy sinh. Họ này được Goldfuss miêu tả năm 1820.

## Nét đặc trưng
Đa số các loài họ này có kích thước gần bằng chuột, nhưng một số loài lớn hơn nhiều. Loài nhỏ nhất là Ningaui timealeyi, có chiều dài từ 4,6 đến 5,7 cm và nặng chỉ 2 đến 9 g, trong khi loài lớn nhất, quỷ Tasmania, dài 57 đến 65 cm và nặng từ 6 đến 8 kg. Các loài nhỏ hơn thường trông giống chuột chù hoặc chuột về ngoại hình, với đuôi dài và mũi hẹp, nhọn. Các loài lớn hơn có ngoại hình tương đồng với các loài ăn thịt nhau thai như cầy mangut hoặc chồn.
Nhiều tính năng của các loài này được xem là nguyên thủy, nghĩa là chúng có những đặc điểm giống với các loài thú có túi sớm nhất, từ đó các loài khác như kangaroo và bandicoot, sau đó tách ra. Ví dụ, tất cả các ngón chân của chúng đều lìa ra, trong khi ở nhiều loài thú có túi khác, ngón chân thứ hai và thứ ba được kết hợp lại. Tương tự như vậy, nhiều loài thiếu túi, thay vào đó có một nếp gấp da đơn giản bao quanh các núm vú để bảo vệ những con non đang phát triển của chúng. Răng của chúng cũng được coi là nguyên thủy, và khác với các loài thú có túi khác, với công thức răng hàm là: {\displaystyle {\tfrac {4.1.2-3.4}{3.1.2-3.4}}}.
Chúng chủ yếu ăn côn trùng, nhưng chúng cũng ăn thằn lằn nhỏ, trái cây và hoa. Một trong số ít trường hợp ngoại lệ cho quy tắc này là quỷ Tasmania, chủ yếu sống dựa vào xác chết của các động vật có xương sống. Chúng có đường tiêu hóa tương đối đơn giản, điển hình như các loài ăn côn trùng và ăn thịt khác.
Con cái mang thai kéo dài từ 12 đến 16 ngày, và kết quả là sinh ra từ 2 đến 12 con, tùy theo loài. Các loài nhỏ hơn thường sinh sản ít nhất hai lần mỗi năm, trong khi các loài lớn hơn có xu hướng sinh sản chỉ một lần mỗi năm. Thời gian cho con bú phản ánh điều này, ví dụ như các con dunnart non, được cai sữa sau 60–70 ngày, nhưng mèo túi con thì sau 8–9 tháng. Đa số các loài họ này trưởng thành về mặt tình dục khi chúng được một năm tuổi, nhưng, một lần nữa, mèo túi và quỷ Tasmania, là các loài lớn hơn, mất nhiều thời gian hơn để trưởng thành và không trưởng thành hoàn toàn cho đến khi chúng khoảng hai năm tuổi.
Các con trưởng thành thường sống đơn độc, hoặc đi trong các nhóm nhỏ gồm hai đến ba cá thể.

## Phân loại
Họ Dasyuridae
- Chi Ganbulanyi†
- Chi Glaucodon†
- Phân họ Barinyainae†
  - Chi Barinya†
- Phân họ Dasyurinae
  - Tông Dasyurini
    - Chi Dasycercus
      - Mulgara đuôi cọ, Dasycercus blythi
      - Mulgara đuôi mào, Dasycercus cristicauda

    - Chi Dasykaluta
      - Kaluta đỏ nhỏ, Dasykaluta rosamondae

    - Chi Dasyuroides
      - Kowari, Dasyuroides byrnei

    - Chi Dasyurus: mèo túi
      - Mèo túi New Guinea, Dasyurus albopunctatus
      - Mèo túi phía Tây, Dasyurus geoffroii
      - Mèo túi phía Bắc, Dasyurus hallucatus
      - Mèo túi hổ, Dasyurus maculatus
      - Mèo túi da đồng, Dasyurus spartacus
      - Mèo túi phía Đông, Dasyurus viverrinus

    - Chi Myoictis
      - Dasyure ba sọc Woolley, Myoictis leucera
      - Dasyure ba sọc, Myoictis melas
      - Dasyure Wallace, Myoictis wallacii
      - Dasyure ba sọc Tate, Myoictis wavicus

    - Chi Neophascogale
      - Dasyure đeo kính, Neophascogale lorentzi

    - Chi Parantechinus
      - Dibbler, Parantechinus apicalis

    - Chi Phascolosorex
      - Phascolosorex brevicaudata
      - Chuột chù có túi bụng đỏ, Phascolosorex doriae
      - Chuột chù có túi sọc hẹp, Phascolosorex dorsalis

    - Chi Pseudantechinus
      - Dibbler đá sa thạch, Pseudantechinus bilarni
      - Antechinus giả đuôi mập, Pseudantechinus macdonnellensis
      - Antechinus giả Alexandria, Pseudantechinus mimulus
      - Antechinus giả Ningbing, Pseudantechinus ningbing
      - Antechinus giả Rory Cooper, Pseudantechinus roryi
      - Antechinus giả Woolley, Pseudantechinus woolleyae

    - Chi Sarcophilus
      - Quỷ Tasmania, Sarcophilus harrisii

  - Tông Phascogalini
    - Chi Antechinus
      - Antechinus nhiệt đới, Antechinus adustus
      - Antechinus lanh lẹ, Antechinus agilis
      - Antechinus xám tro, Antechinus bellus
      - Antechinus chân vàng, Antechinus flavipes
      - Antechinus Atherton, Antechinus godmani
      - Antechinus húng quế, Antechinus leo
      - Antechinus đầm lầy, Antechinus minimus
      - Antechinus nâu, Antechinus stuartii
      - Antechinus cận nhiệt đới, Antechinus subtropicus
      - Antechinus sẫm, Antechinus swainsonii

    - Chi Micromurexia
      - Dasyure Habbema, Micromurexia habbema
      - Micromurexia hageni

    - Chi Murexechinus
      - Dasyure đuôi đen, Murexechinus melanurus

    - Chi Murexia
      - Dasyure lông ngắn, Murexia longicaudata

    - Chi Paramurexia
      - Dasyure sọc rộng, Paramurexia rothschildi

    - Chi Phascogale
      - Phascogale đuôi đỏ, Phascogale calura
      - Phascogale đuôi cọ phía Bắc, Phascogale pirata
      - Phascogale đuôi cọ, Phascogale tapoatafa

    - Chi Phascomurexia
      - Dasyure mũi dài, Phascomurexia naso
- Phân họ Sminthopsinae
  - Tông Sminthopsini
    - Chi Antechinomys
      - Kultarr, Antechinomys laniger

    - Chi Ningaui
      - Ningaui Wongai, Ningaui ridei
      - Ningaui Pilbara, Ningaui timealeyi
      - Ningaui phía Nam, Ningaui yvonnae

    - Chi Sminthopsis
      - †S. floravillensis Archer, 1982
      - S. crassicaudata species-group
        - Dunnart đuôi mập, Sminthopsis crassicaudata

      - S. macroura loài-nhóm
        - Dunnart Kakadu, Sminthopsis bindi
        - Dunnart Carpentaria, Sminthopsis butleri
        - Dunnart Julia Creek, Sminthopsis douglasi
        - Dunnart mặt sọc, Sminthopsis macroura
        - Dunnart má đỏ, Sminthopsis virginiae

      - S. granulipes loài-nhóm
        - Dunnart đuôi trắng, Sminthopsis granulipes

      - S. griseoventer loài-nhóm
        - Dunnart đảo Kangaroo, Sminthopsis aitkeni
        - Dunnart đảo Boullanger, Sminthopsis boullangerensis
        - Dunnart bụng xám, Sminthopsis griseoventer

      - S. longicaudata loài-nhóm
        - Dunnart đuôi dài, Sminthopsis longicaudata

      - S. murina species-group
        - Dunnart hạt dẻ, Sminthopsis archeri
        - Dunnart nhỏ đuôi dài, Sminthopsis dolichura
        - Dunnart đen bồ hóng, Sminthopsis fulginosus
        - Dunnart Gilbert, Sminthopsis gilberti
        - Dunnart chân trắng, Sminthopsis leucopus
        - Dunnart đuôi thon, Sminthopsis murina

      - S. psammophila loài-nhóm
        - Dunnart chân lông lá, Sminthopsis hirtipes
        - Dunnart Ooldea, Sminthopsis ooldea
        - Dunnart đồi cát, Sminthopsis psammophila
        - Dunnart chân lông lá nhỏ hơn, Sminthopsis youngsoni

  - Tông Planigalini
    - Chi Planigale
      - Planigale Paucident, Planigale gilesi
      - Planigale đuôi dài, Planigale ingrami
      - Planigale thông thường, Planigale maculata
      - Planigale New Guinea, Planigale novaeguineae
      - Planigale mũi hẹp, Planigale tenuirostris

## Hình ảnh

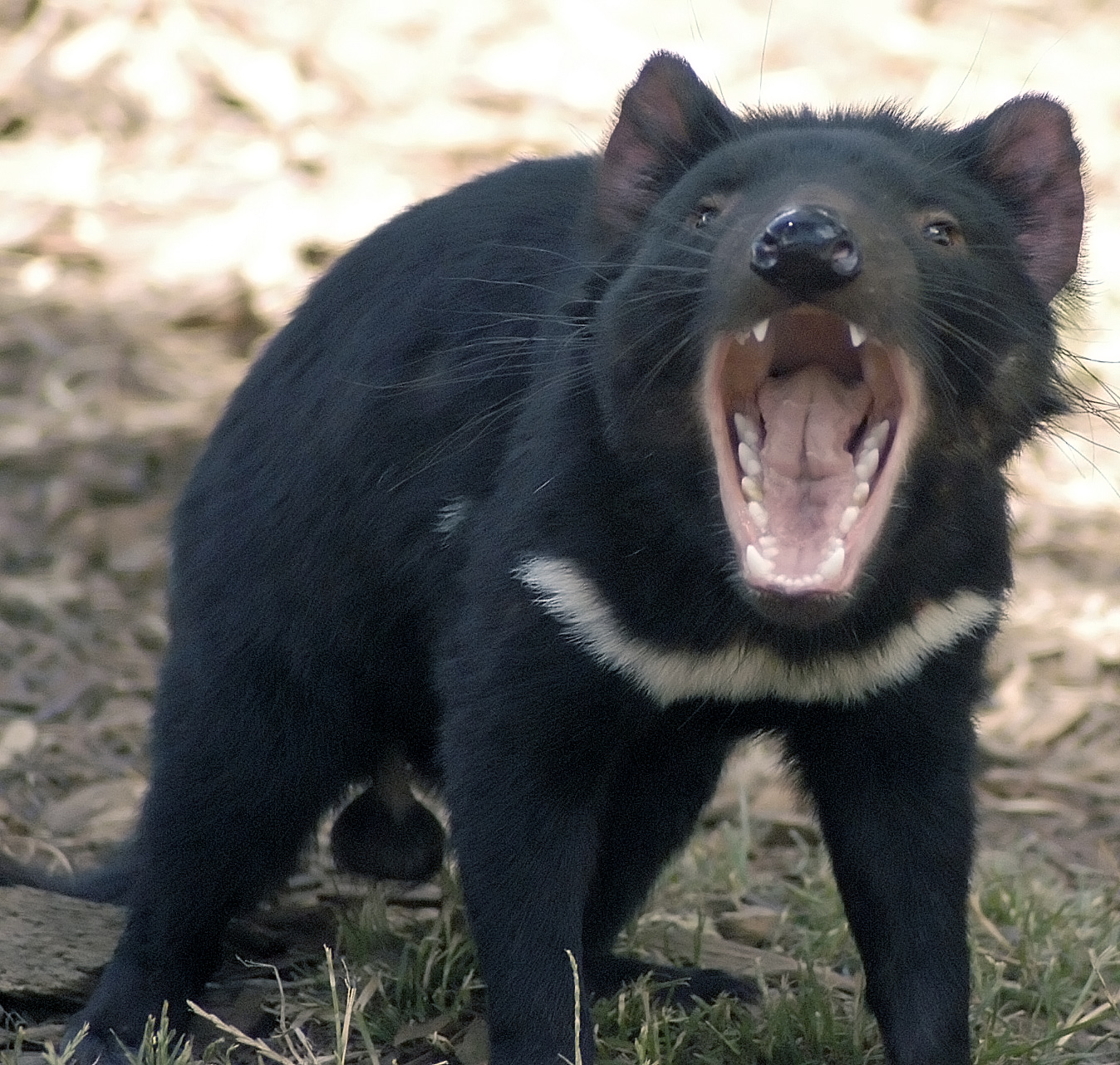
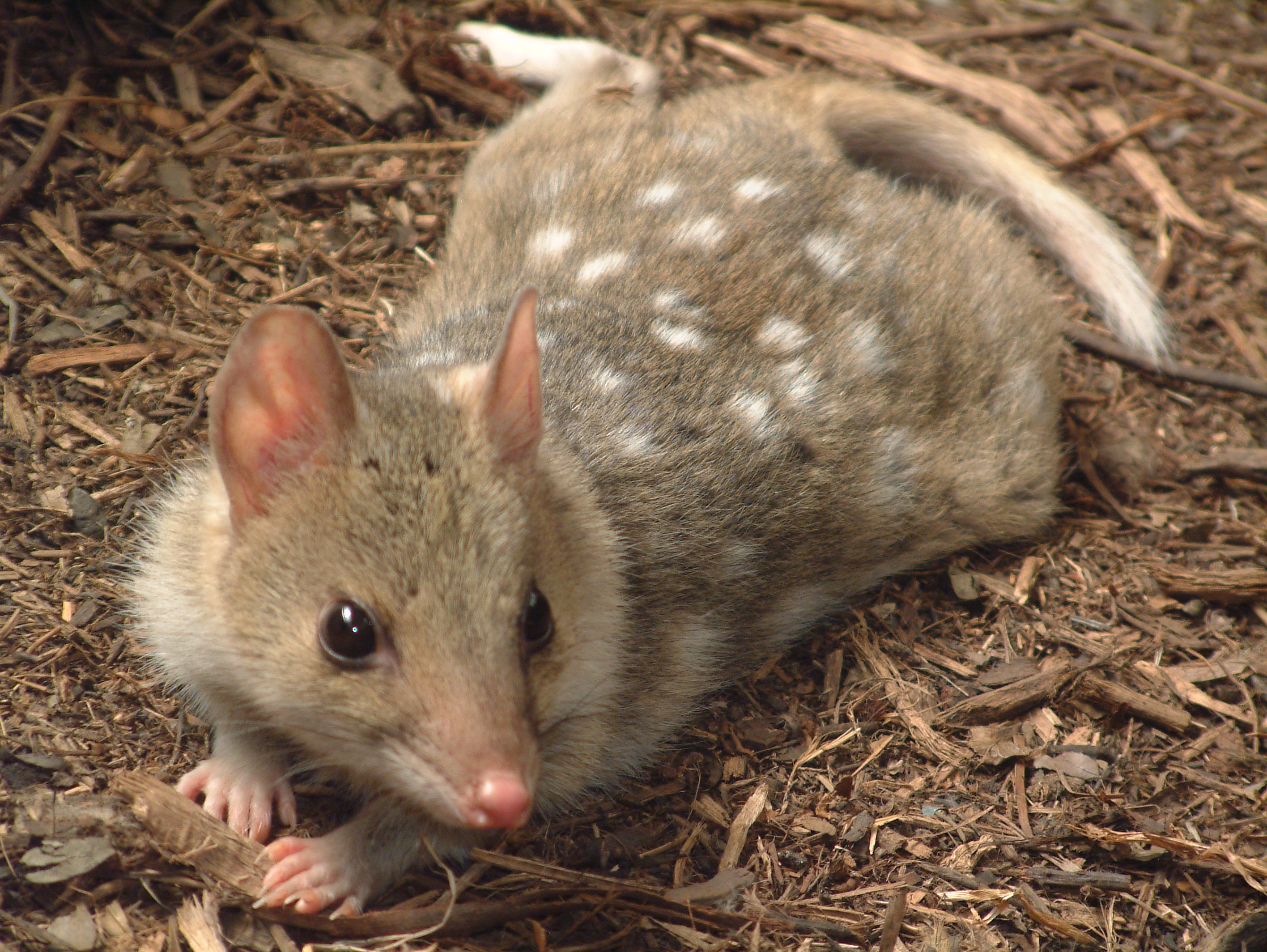
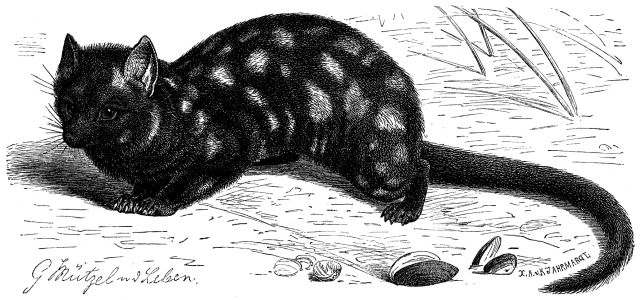
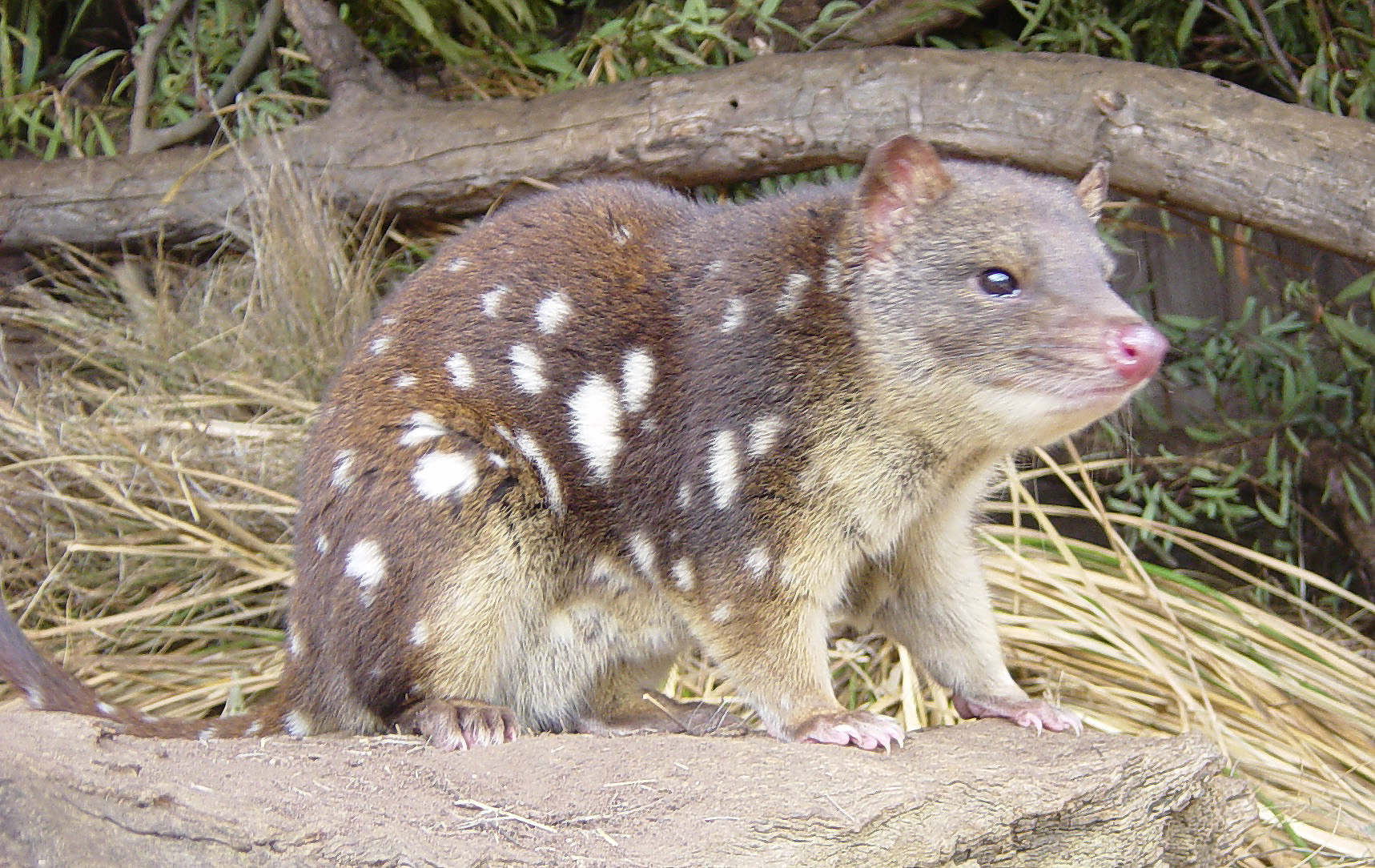